# Kärinki
Kärinki är en sjö i kommunen Ruokolax i landskapet Södra Karelen i Finland. Sjön ligger 86,1 meter över havet. Den är 25,89 meter djup. Arean är 4,99 kvadratkilometer och strandlinjen är 25,66 kilometer lång. Sjön  ingår i Vuoksens huvudavrinningsområde.   Den ligger omkring 43 km nordöst om Villmanstrand och omkring 250 km nordöst om Helsingfors. 
I sjön finns öarna Lavansaari, Itikkasaari, Viramosaari, Kalmasaari, Otrasaari, Heinärikkilänsaari, Selkäsaari. 
Sjön Jouhtjärvi ligger norr och Oritlampi sydöst om Kärinki. Väster om Kärinki ligger Ruokolax. 